# Бразильский экспедиционный корпус в Италии
Бразильский экспедиционный корпус (порт. Força Expedicionária Brasileira, сокращенно FEB) — вооружённое формирование бразильских экспедиционных войск, созданное для участия в боевых действиях на Средиземноморском театре Второй мировой войны. Бразилия стала единственной страной Латинской Америки, которая послала свои войска в Европу.

## Предыстория
Сразу после начала Второй мировой войны Бразилия объявила о своём нейтралитете. Ситуация начала меняться после вступления в войну США на стороне стран антигитлеровской коалиции. Экономические связи Бразилии с США были сильны, и поэтому 26 сентября 1940 года правительство Жетулиу Варгаса сделало заявление о том, что в случае агрессии Германии Бразилия примет американскую сторону.
В январе 1942 года Бразилия разорвала дипломатические отношения со Странами Оси и прекратила все торговые связи с ними. После этого германский флот отправил к берегам Бразилии десять подводных лодок и начал охоту на бразильские торговые суда. В августе 1942 года во многих городах Бразилии прошли антифашистские митинги и демонстрации. 22 августа Бразилия объявила Странам «Оси» войну.

## Создание корпуса
28 января 1943 года в бразильском городе Натал прошла встреча между президентами США и Бразилии Франклином Делано Рузвельтом и Жетулиу Варгасом. В ходе встречи Варгас предложил задействовать бразильскую армию в вооружённых действиях в Европе. По замыслу правительства Бразилии, лелеявшего идею передела колоний в свою пользу, более деятельное участие в войне впоследствии должно было позволить Бразилии претендовать на участие в формировании послевоенного мироустройства. Кроме того, Варгас рассчитывал на помощь США в проведении индустриализации. Рузвельт поддержал инициативу Бразилии.
Изначально бразильские военные предполагали формирование трёх-четырёх дивизий (около 100 тысяч человек). Однако позднее они натолкнулись на трудности с мобилизацией, вооружением и транспортировкой и в итоге остановились всего на одной пехотной дивизии (25 тысяч человек). Кроме того, в состав корпуса вошла авиагруппировка. Командование корпусом поручили военному министру Эурику Дутре.
В июне 1944 началась отправка бразильских войск на фронт.

## Прибытие на фронт

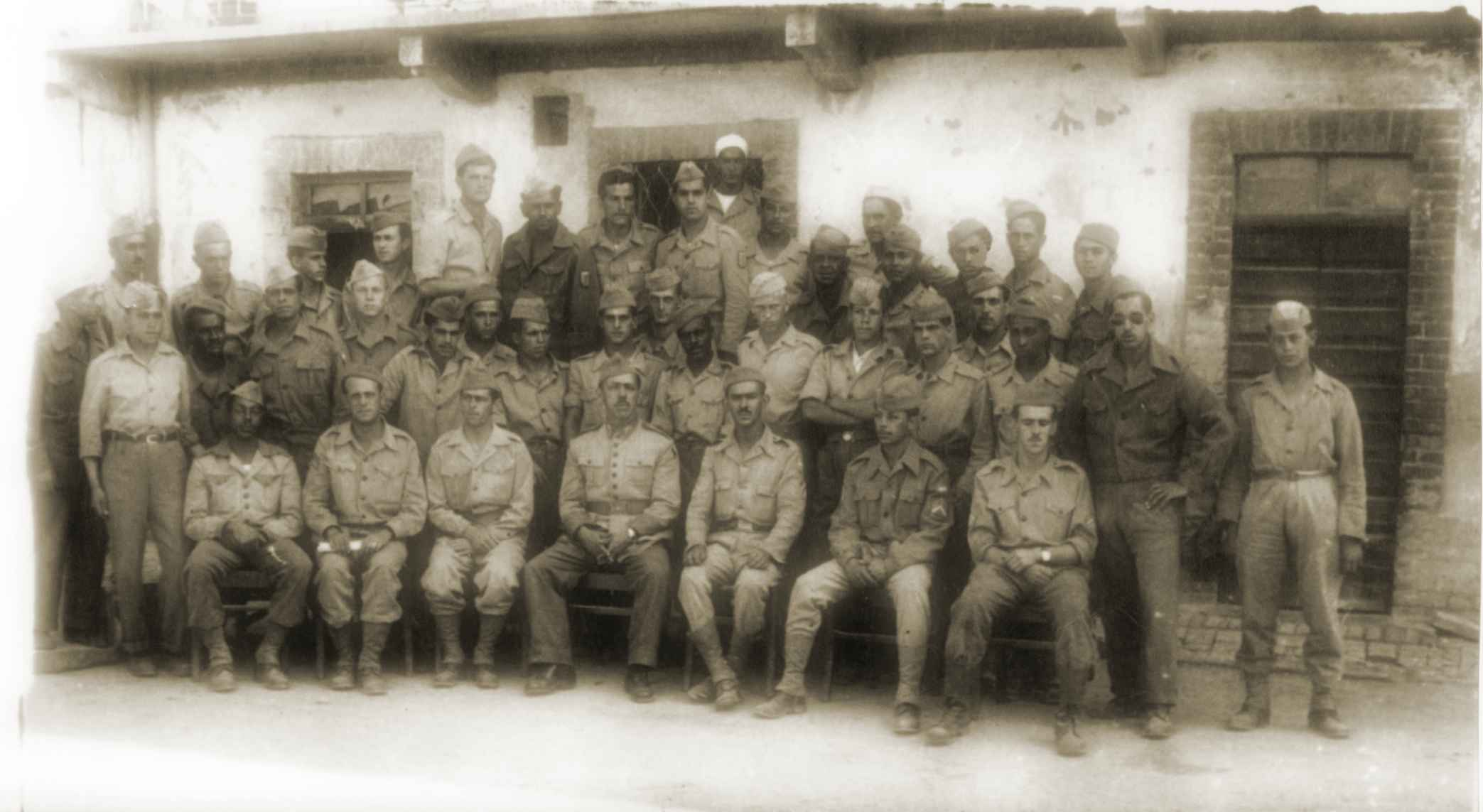
Военнослужащие Бразильского экспедиционного корпуса в Италии.

Первый отряд Бразильского экспедиционного корпуса (5800 человек) прибыл в Неаполь 30 июня 1944 года. Общая численность корпуса к маю 1945 года достигла 25334 человек.
Прибывшие бразильцы частично заменили американские и французские войска, которые в июне были выведены из Италии для участия в операции «Драгун» на юге Франции.

## Боевые действия
Бразильская дивизия вошла в состав 4-го армейского корпуса 5-й американской армии и воевала на итальянском фронте с сентября 1944 и до капитуляции немецких войск в Италии в апреле 1945 года. Бразильцы участвовали в прорыве Готской линии и Северо-Итальянской операции.
2 мая 1945 года Бразильскому экспедиционному корпусу удалось разгромить немецко-итальянскую армию в Лигурии и освободить город Турин.

## Последствия
За время участия в боевых действиях бразильцы взяли в плен 20573 солдат стран «оси». Потери самого корпуса составили убитыми 457, ранеными — 2722 человека.
Позже многие возвратившиеся из Европы офицеры приняли активное участие в военном перевороте под руководством Эурику Дутры, в результате которого пал режим Варгаса.
Память о трёх бразильских горнострелках, сражавшихся в корпусе и погибших под Монтезе, увековечила шведская хеви-метал-группа Sabaton в песне «Smoking Snakes».

## Прозвище

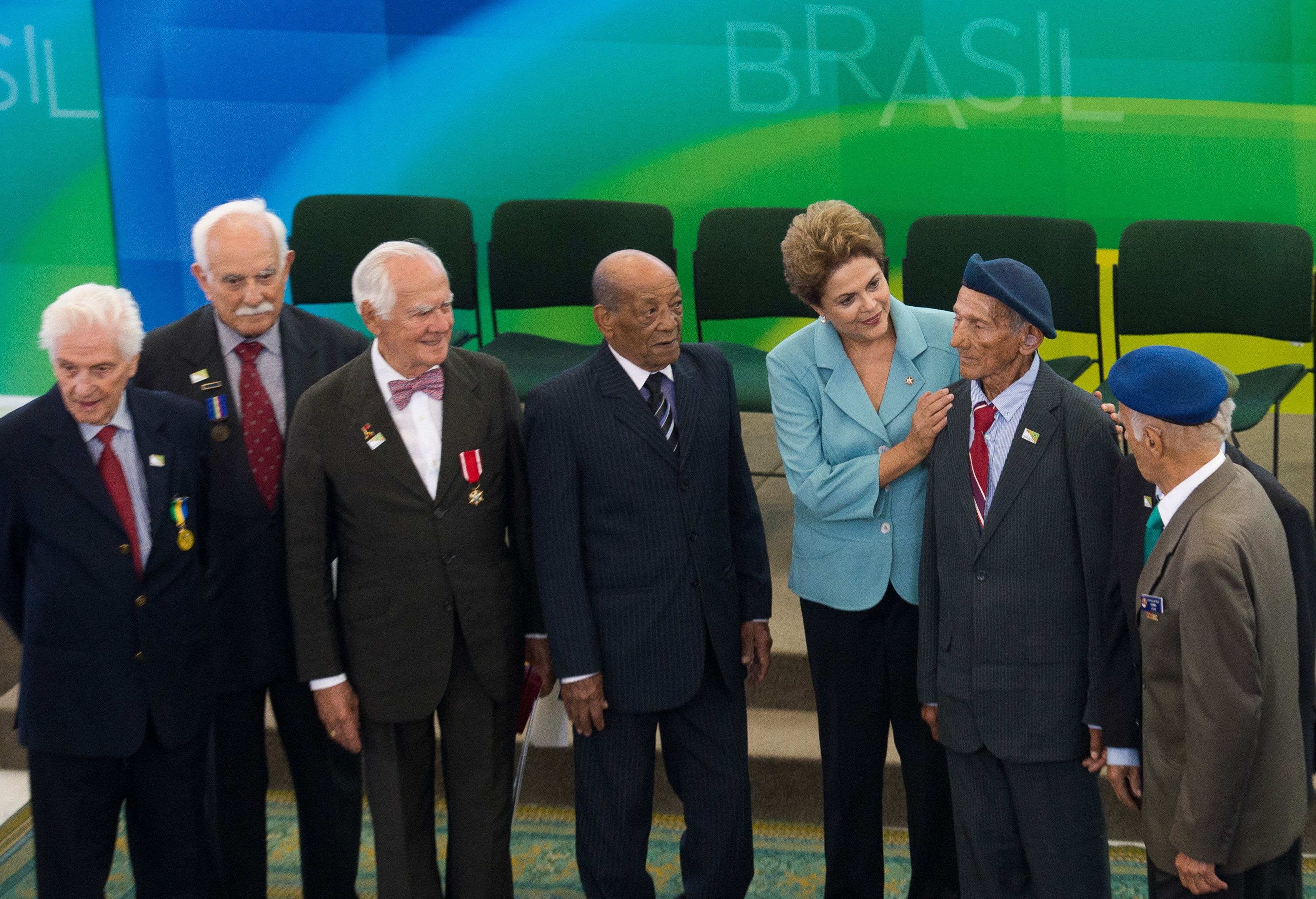
Ветераны Бразильского экспедиционного корпуса и президент Бразилии Дилма Русеф 8 мая 2015 года

К 1943 году в Бразилии сформировалась поговорка «Скорее змея выкурит трубку, чем FEB пойдёт на фронт» (порт. Mais fácil à uma cobra um cachimbo fumar, do que à FEB (para a Frente) embarcar), сокращаемая до «Змея закурит» (порт. A cobra vai fumar). Тем не менее Бразилия стала единственной страной Южной Америки, участвовавшей в боевых действиях.
В пику поговорке гражданского населения, на военной форме военнослужащих корпуса на рукаве расположился шеврон с изображением змеи, которая курит трубку; солдаты корпуса получили прозвище «Курящие змеи» и наносили на миномёты, и на снаряды, фразу «Змея курит» (порт. A cobra está fumando). Выражение представляет собой аналог русского выражение «скорее рак на горе свистнет», но приобрело совсем другой смысл в португальском языке.

## Возможное участие Бразилии в оккупации Австрии
Хотя Бразилия не стала одной из оккупационных держав в Австрии, существует историческая дискуссия о том, что Бразильский экспедиционный корпус был приглашён к участию в послевоенной оккупации. По утверждению американского историка Фрэнка МакКанна, генерал Марк Кларк, командующий 5-й армией США (в состав которой входил FEB во время Итальянской кампании), в 1945 году предлагал командующему FEB, генералу Жуану Батисте Маскареньяшу де Мораешу, передислоцировать бразильские войска в Австрию в составе американской зоны оккупации. МакКанн предполагал, что такое участие могло бы повысить международный престиж Бразилии.
Подтверждением существования такого предложения служит официальное письмо № 90 от 27 февраля 1945 года, адресованное Маскареньяшом де Мораешом военному министру Бразилии Эурику Гаспару Дутре. В этом письме, обнаруженном историком Джованни Латфаллой, генерал рекомендует отказаться от участия бразильских войск в оккупационных миссиях, мотивируя это потенциальной враждебностью местного населения и нежеланием превращать FEB в инструмент репрессий. Начальник штаба FEB, полковник Флориану де Лима Брайнер, также высказывался против участия в оккупации, опасаясь, что это превратит бразильские войска в «наёмников» и осложнит отношения с европейскими странами, важными с точки зрения иммиграции в Бразилию.
В итоге, Бразильский экспедиционный корпус был демобилизован и возвращен в Бразилию, не приняв участия в оккупации Австрии. Причины отказа бразильского руководства, вероятно, включали как внутренние факторы (экономические трудности и политическую нестабильность режима Жетулиу Варгаса, так и изменения во внешней политике США после смерти Франклина Рузвельта, которые снижали заинтересованность Бразилии в продолжении тесного сотрудничества.